# Park Narodowy Macuira
Park Narodowy Macuira (hiszp. Parque nacional natural Macuira) – park narodowy na terenie Kolumbii, w departamencie La Guajira.  Został utworzony 6 czerwca 1977 roku i zajmuje obszar 240,50 km². W 2005 roku został zakwalifikowany przez BirdLife International jako ostoja ptaków IBA. Na zachód od niego znajduje się Park Narodowy Bahía Portete-Kaurrele.

## Opis
Park obejmuje pasmo górskie Serranía de Macuira w północnej części półwyspu Guajira. Znajduje się na wysokościach od 85 do 838 m n.p.m. W parku występują lasy łęgowe, wilgotny las równikowy, tropikalny wilgotny las górski oraz rzadko spotykany na tak niskich wysokościach las mglisty. Teren parku zamieszkują Indianie Guajiro. 
Średnia roczna temperatura w parku wynosi +30 °C, a średnie roczne opady od 450 mm.

## Flora i fauna
W parku rośnie 392 gatunki roślin, z czego 10 to gatunki endemiczne. Żyje tu 140 gatunków ptaków, z których 7 to podgatunki endemiczne. Występuje 6 gatunków płazów, 13 gatunków węży, 6 gatunków jaszczurek i 12 gatunków ssaków.

## Galeria

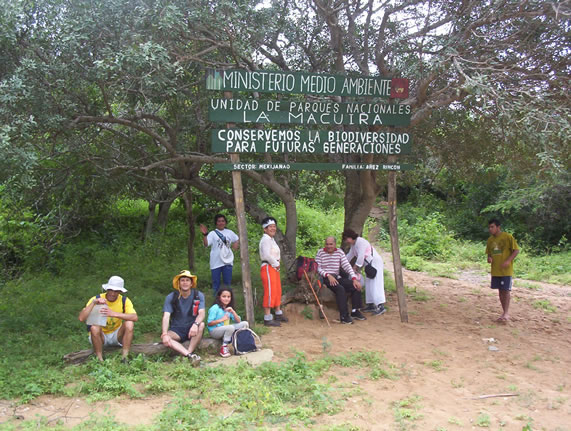
Wejście do parku
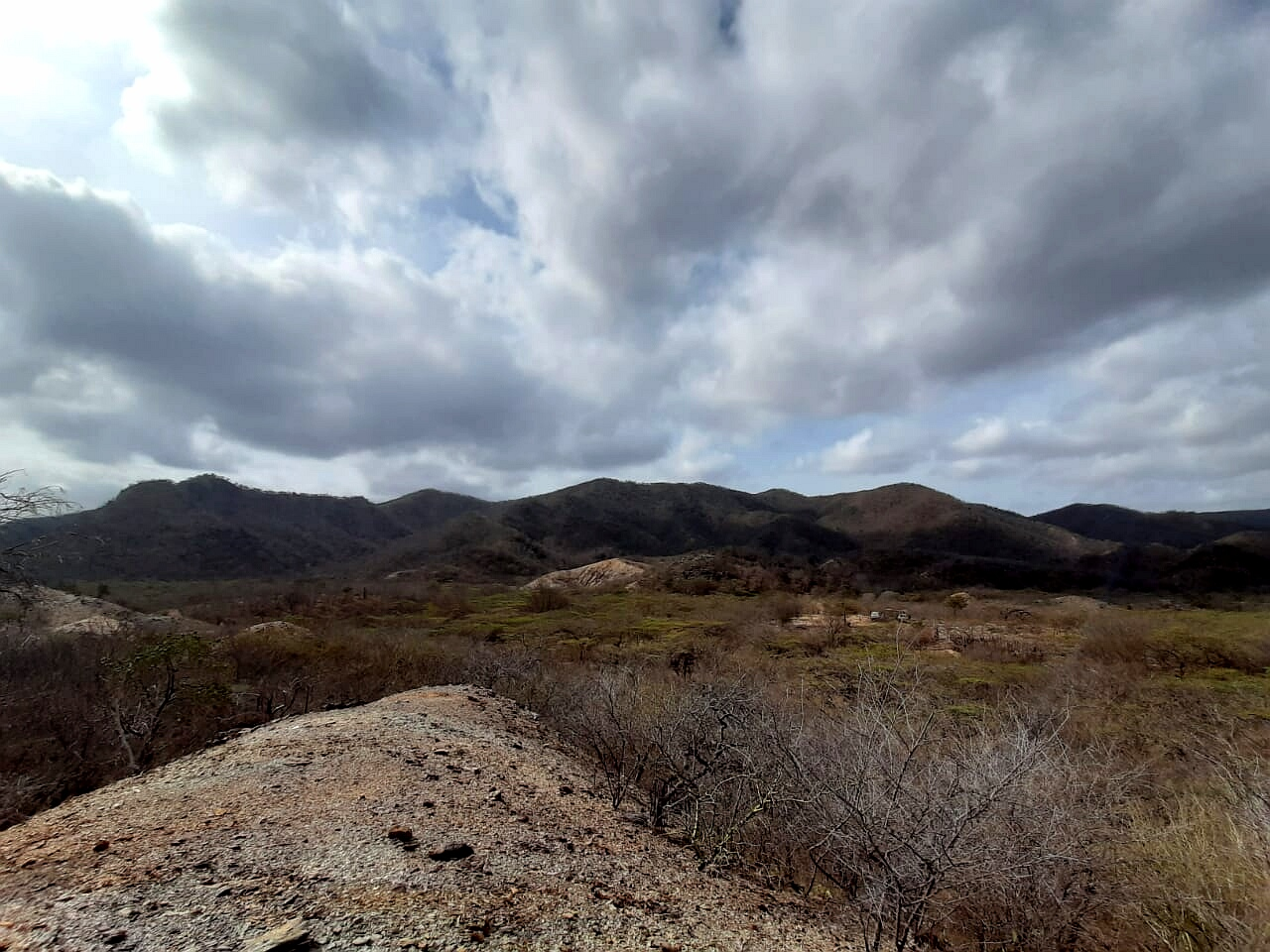
Szczyty Serranía de Macuira
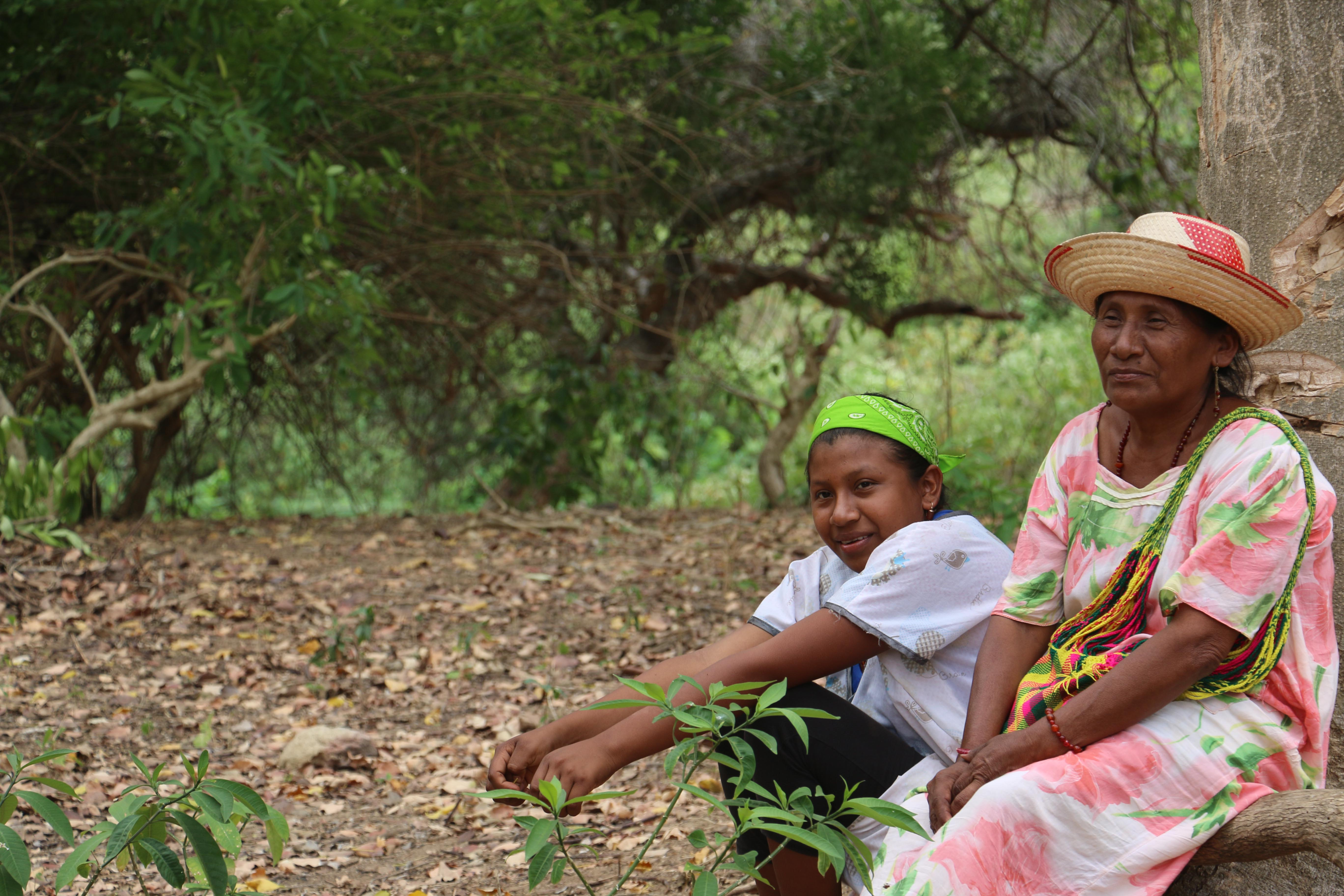
Lud zamieszkujący park
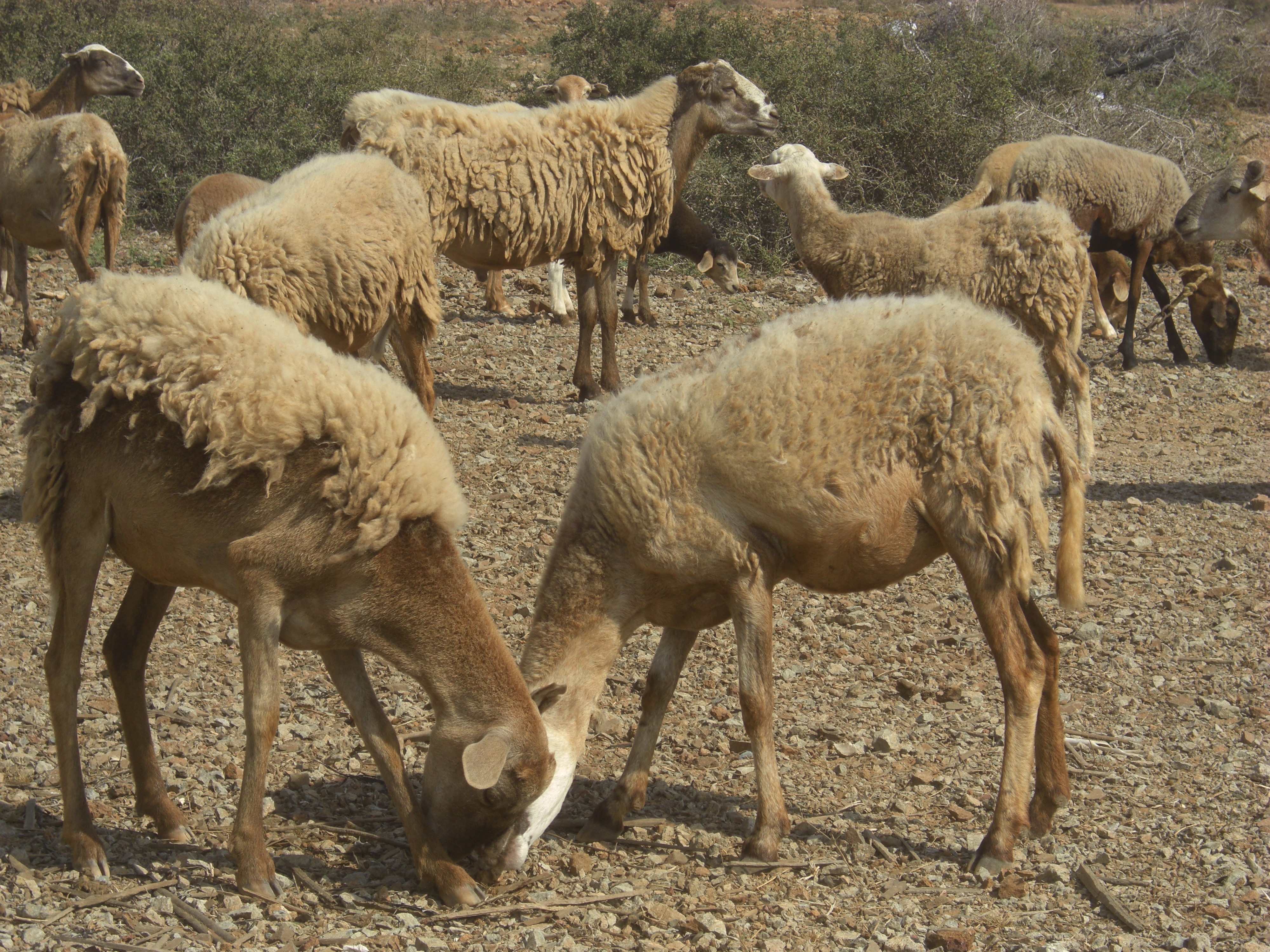
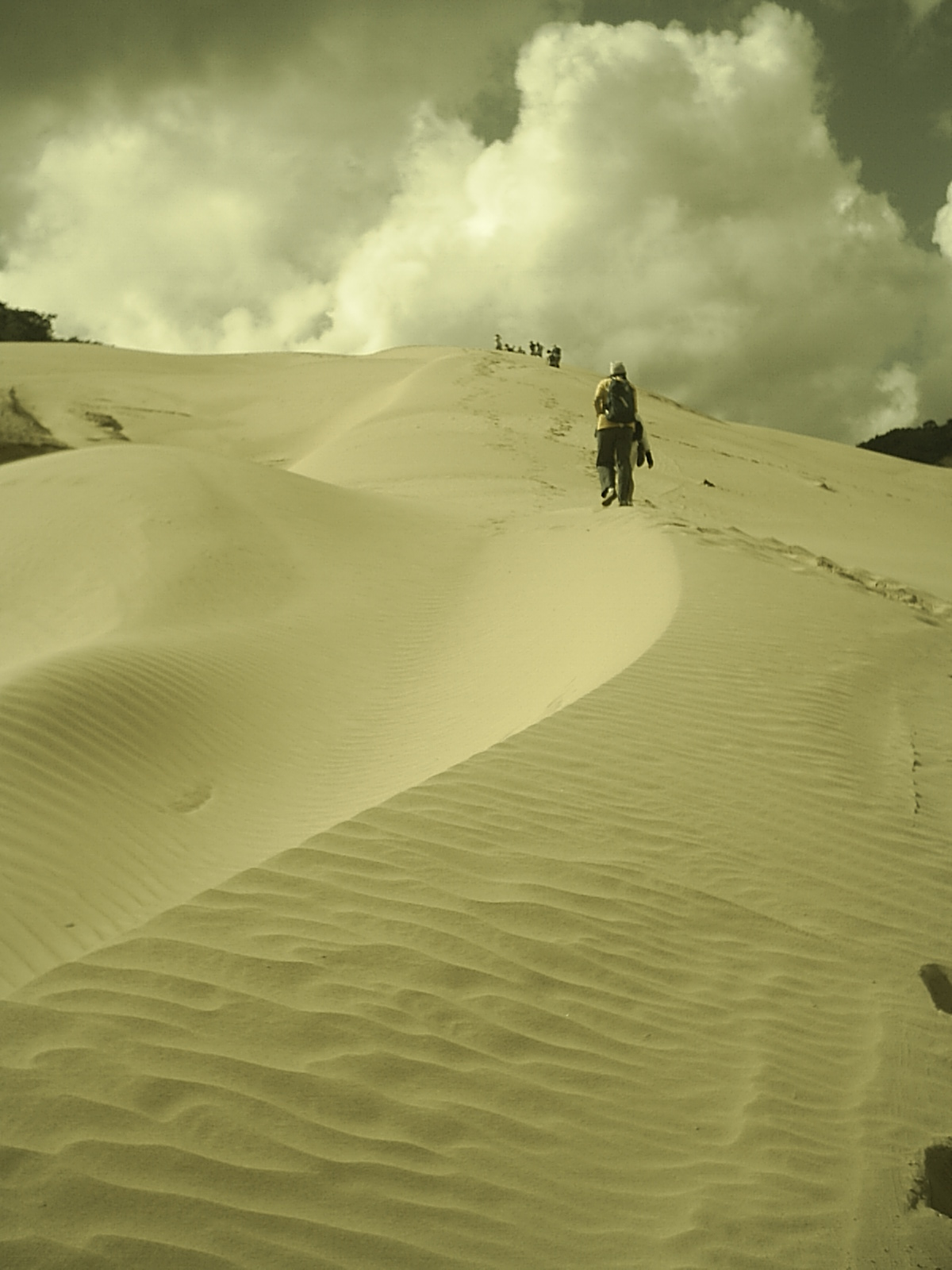